# Periscelis wheeleri
Periscelis wheeleri är en tvåvingeart som först beskrevs av Sturtevant 1923.  Periscelis wheeleri ingår i släktet Periscelis och familjen savflugor. Inga underarter finns listade i Catalogue of Life.